# Sistema de Arquivos Distribuídos (Microsoft)
Sistema de Arquivos Distribuídos, do inglês Distributed File System (DFS), é um conjunto de serviços de cliente e servidor que permitem que uma organização que utiliza servidores Microsoft Windows organize muitos compartilhamentos de arquivos SMB distribuídos em um sistema de arquivos distribuídos. O DFS fornece transparência e redundância de localização para melhorar a disponibilidade de dados em caso de falha ou sobrecarga por meio da permissão de compartilhamentos em várias localizações diferentes a serem agrupadas logicamente sob uma pasta, ou raiz DFS.
O DFS da Microsoft é referido alternadamente como 'DFS' e 'Dfs' pela Microsoft e não está relacionado ao Sistema de Arquivos Distribuídos DCE, que leva a marca registrada de 'DFS' mas foi descontinuado em 2005.
Ele também é chamado de "MS-DFS" ou "MSDFD" em alguns contextos como, por exemplo, no projeto de espaço do usuário do Samba.
Não há exigências para usar os dois componentes do DFS juntos. É perfeitamente possível usar o componente de espaço de nomes lógico sem usar a replicação de arquivos DFS, e é perfeitamente possível usar replicação de arquivos entre servidores sem combiná-los em um espaço de nomes.
Uma raiz DFS pode existir apenas em uma versão servidor do Windows (do Windows NT 4.0 e posteriores) e OpenSolaris (em espaço de kernel) ou em um computador rodando o Samba (em espaço de usuário). As edições Enterprise e Datacenter do Windows Server podem hospedar várias raízes DFS do mesmo servidor. O OpenSolaris tem a intenção de suportar várias raízes DFS em "um projeto futuro baseado em espaços de nomes DFS baseados em domínio do Active Directory (AD)".

## Implementação
Há duas formas de implementação do DF em um servidor:
- Espaço de nomes DFS standalone (autônomo) permite que uma raiz DFS que exista somente no computador local, e assim não utilize o Active Directory. Um DFS autônomo pode ser acessado apenas no computador o qual é criado. Ele não oferece qualquer tolerância a falhas e não pode ser ligado a qualquer outro DFS. Esta é a única opção disponível nos sistemas Windows NT 4.0 Server. Raízes DFS standalone são raramente encontradas devido ao sua utilização limitada.
- Espaço de nomes DFS baseado em domínio armazena a configuração DFS dentro do Active Directory, a raiz do espaço de nomes DFS é acessível em \\nomededominio\<raizdfs> ou \\fq.nome.dominio\<raizdfs>

As raízes de espaço de nomes não precisam residir em controladores de domínio, elas podem residir em servidores membro. Se os controladores de domínio não são usados como os servidores raiz de espaço de nomes, vários servidores membro devem ser usados para fornecer tolerância a falhas completa.